# آسیه جبار
آسیه جبار (به فرانسوی: Assia Djebar) (زاده ۳۰ ژوئن ۱۹۳۶ – درگذشته ۶ فوریه ۲۰۱۵) با نام واقعی فاطمه الزهرا املحاین، مترجم، رمان‌نویس، زبان‌شناس، فیلم‌نامه‌نویس، کارگردانان الجزایری بود که به زبان فرانسه می‌نوشت. آسیه جبار در زادگاهش شرشال، به خاک سپرده شد.

## زندگی
جبار سال ۱۹۵۵ وارد دانشسرای عالی دختران جوان شد. بین سال‌های ۱۹۵۹ و ۱۹۶۵ در دانشکده ادبیات رباط به عنوان استاد تاریخ معاصر مغرب به تدریس مشغول بود. اولین کتاب آسیه جبار به نام عطش که در سال ۱۹۵۷ منتشر شد باعث شهرت او شد. این کتاب با نام اصلی او فاطمه الزهرا املحاین منتشر شد. پس از این کتاب، او آثارش را با نام آسیه جبار چاپ کرد.
او پس از مدتی به دانشگاه الجزایر رفت. سال ۱۹۸۰ میلادی جبار مقیم پاریس شد. آن جا با ولید گام ازدواج کرد و با همراهی وی کتابی نوشت. پس از مدتی از گام جدا شد و این بار با مالک علولا ازدواج کرد که وی نیز نویسنده بود.
او سپس به ایالات متحده آمریکا رفت. طی سال‌های ۱۹۹۵ تا ۲۰۰۱ جبار، مدیر مرکز مطالعات فرانسوی و فرانسوی‌زبان لوئیزیانا بود.
جبار سال ۱۹۹۹ به عضویت فرهنگستان سلطنتی زبان و ادبیات فرانسه در کشور بلژیک درآمد و ۱۶ ژوئن ۲۰۰۵ میلادی عضو فرهنگستان فرانسه شد. او طی چند سال اخیر در دانشگاه نیویورک هم تدریس می‌کرد.
آثار جبار بیش از پانزده کتاب) بیشتر به زبان فرانسه) نوشته که به بیش از بیست و یک زبان ترجمه شده و مقالات مهمی دربارهٔ او نگاشته شده‌است.

## دیدگاه
خانم جبار از مدافعان سرسخت حقوق زنان در کشورش و جهان عرب به‌شمار می‌رفت و در کتاب‌هایش به موانع و مشکلات زندگی زنان می‌پرداخت.
هویت فردی، جنگ استقلال الجزایر و میراث استعمار فرانسه در این کشور از دیگر موضوع‌هایی است که در کتاب‌های آسیه جبار به آنها پرداخته شده‌است.

## جوایز
- ۱۹۹۷ - جایزه مارگریت یورسنار (بوستون)
- ۱۹۹۹ - جایزه نشریه مطالعات فرانسوی
- ۲۰۰۰ - جایزه صلح کتابفروشان آلمان
- ۲۰۰۵ - دکترای افتخاری از دانشگاه اوسنابروک

## نویسندگان
- مشارکت‌کنندگان ویکی‌پدیا. «Assia Djebar». در دانشنامهٔ ویکی‌پدیای انگلیسی، بازبینی‌شده در ۲۰ ژوئن ۲۰۲۵.

«آسیه جبار، نویسنده الجزایری درگذشت». بی‌بی‌سی فارسی.
- آسیه جبار در بانک اطلاعات اینترنتی فیلم‌ها (IMDb)